# Tresi Rudolph
Tresi Rudolph (* 18. August 1911 in Göttingen; † 22. Januar 1997 in Hamburg) war eine deutsche Opernsängerin (Sopran), Schauspielerin und Gesangspädagogin.

## Leben

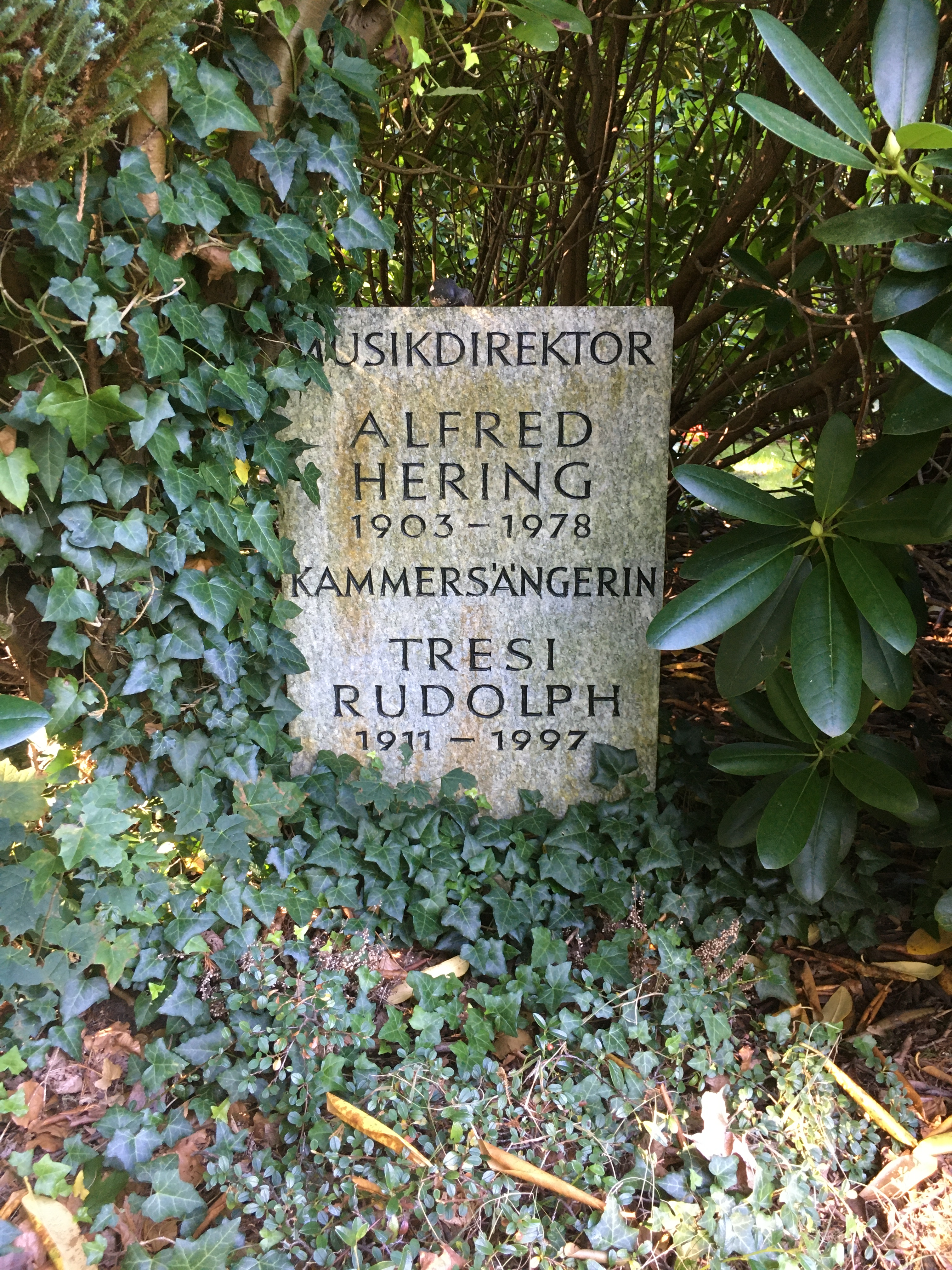
Grabstätte Tresi Rudolph auf dem Friedhof Ohlsdorf

Sie erhielt mit 15 Jahren Gesangsunterricht in ihrer Heimatstadt und ging mit 17 Jahren nach Berlin, wo sie ihre Gesangsausbildung bei Ernst Grenzebach fortsetzte. Mit 21 Jahren wurde sie an die Staatsoper Unter den Linden verpflichtet. 1937 wechselte sie zum Deutschen Opernhaus (heute Deutsche Oper Berlin), wo sie Triumphe feierte. 1938 wurde ihr der Titel Kammersängerin verliehen. Dem Ensemble des Deutschen Opernhauses gehörte sie bis zur Schließung der Bühne im Sommer 1944 an. Rudolph stand 1944 auf der Gottbegnadeten-Liste.
Nach dem Krieg hatte sie neben Tourneen innerhalb Deutschlands und des europäischen Auslandes verschiedene Engagements, so auch wieder an der Staatsoper Unter den Linden und vor allem an der Hamburger Staatsoper. 
Tresi Rudolph begann ihre Karriere als Koloratursoubrette mit Partien wie Papagena (Die Zauberflöte) und Musette (La Bohème). Im Laufe der Jahre entwickelte sich ihre Stimme zum lyrisch-dramatischen Sopran. Am Deutschen Opernhaus wie auch später in Hamburg und anderswo sang sie viele der großen Partien ihres Faches wie Nedda (Bajazzo), Cho-Cho-San (Madama Butterfly), Violetta (La traviata), Mimi (La Bohème), Georgette (Il tabarro), Tosca, Aida, Agathe (Der Freischütz), Carmen. 
Über ihr Bühnenschaffen hinaus wurde sie einem großen Hörerkreis bekannt durch Schallplatten und unzählige Rundfunkaufnahmen. 1936 erhielt sie die Hauptrolle in Josef von Bákys Filmkomödie  Intermezzo, in der sie die Lieder Viva el Torero! und Für jede Frau gibt’s einen Mann auf Erden von Theo Mackeben singt. Es blieb ihr einziger Filmauftritt.
1959 beendete sie ihre Laufbahn als Sängerin, um sich fortan der Gesangspädagogik zu widmen. 
Anfang der 1960er Jahre ging sie mit ihrem Mann, dem Dirigenten Alfred Hering, nach Kolumbien. Dort nahm sie einen mehrjährigen Lehrauftrag als Professorin der Gesangsklasse an der Musikhochschule von Tolima an.
Ihre letzte Ruhestätte fand Tresi Rudolph auf dem Hamburger Friedhof Ohlsdorf im Planquadrat R 29 – 520 an der Seite ihres Mannes.